# Artesyn
Artesyn Technologies Inc. este o companie americană, cu sediul central în Boca Raton (Florida) care este unul dintre liderii mondiali în producția de echipamente de conversie electrică și de comunicații.
Compania are 6.200 de angajați și trei mari centre de producție, două în Statele Unite și unul în China.
Printre clienții companiei se numără Alcatel, Cisco, Dell, Nokia, IBM, Motorola sau Sun Microsystems.
Compania Artesyn a fost înființată în 1968 sub numele de Computer Products, Inc, iar în 1997 și-a schimbat numele în Artesyn Technologies.
Din 26 aprilie 2006, Artesyn Technologies Inc. este subsidiară a Emerson Electric Co..